# Memoriał Henryka Łasaka
De Memoriał Henryka Łasaka is een wielerwedstrijd in Polen die in augustus wordt georganiseerd in Sucha Beskidzka. De wedstrijd werd voor het eerst verreden in 1999 en maakt sinds 2005 deel uit van de UCI Europe Tour, categorie 1.1. Met drie overwinningen is Cezary Zamana recordhouder in de deze wedstrijd.

## Lijst van winnaars
* Na schorsing Sylwester Janiszewski.

### Meervoudige winnaars
| Overwinningen | Renner             | Land     | Jaren            |
| ------------- | ------------------ | -------- | ---------------- |
| 3             | Cezary Zamana      | Polen    | 1999, 2002, 2003 |
| 2             | Krzysztof Jezowski | Polen    | 2007, 2008       |
| 2             | Luka Mezgec        | Slovenië | 2011, 2012       |
| 2             | Michael Kukrle     | Tsjechië | 2021, 2022       |

### Overwinningen per land
| Overwinningen | Land                          |
| ------------- | ----------------------------- |
| 15            | Polen                         |
| 4             | Tsjechië                      |
| 2             | Slovenië                      |
| 1             | Duitsland, Estland, Frankrijk |